# Fergusson River
Der Fergusson River ist ein Fluss im Norden des australischen Territoriums Northern Territory.

## Geografie

### Flusslauf
Der Fluss entspringt im Nordwesten des Nitmiluk-Nationalparks an den Südhängen des Coronet Hill. Er fließt nach Südwesten und unterquert den Stuart Highway südlich der Siedlung Fergusson River. Zwischen Florina und Claravale in der Wagiman Aboriginal Reserve mündet er in den Daly River.

### Nebenflüsse mit Mündungshöhen
Folgende Nebenflüsse des Fergusson River sind bekannt:
- Wandie Creek – 127 m
- Driffield Creek – 120 m
- Cullen River – 110 m
- Eight Mile Creek – 86 m
- Edith River – 81 m
- Bondi Creek – 76 m
- Polly Creek – 73 m